# 战略海运舰

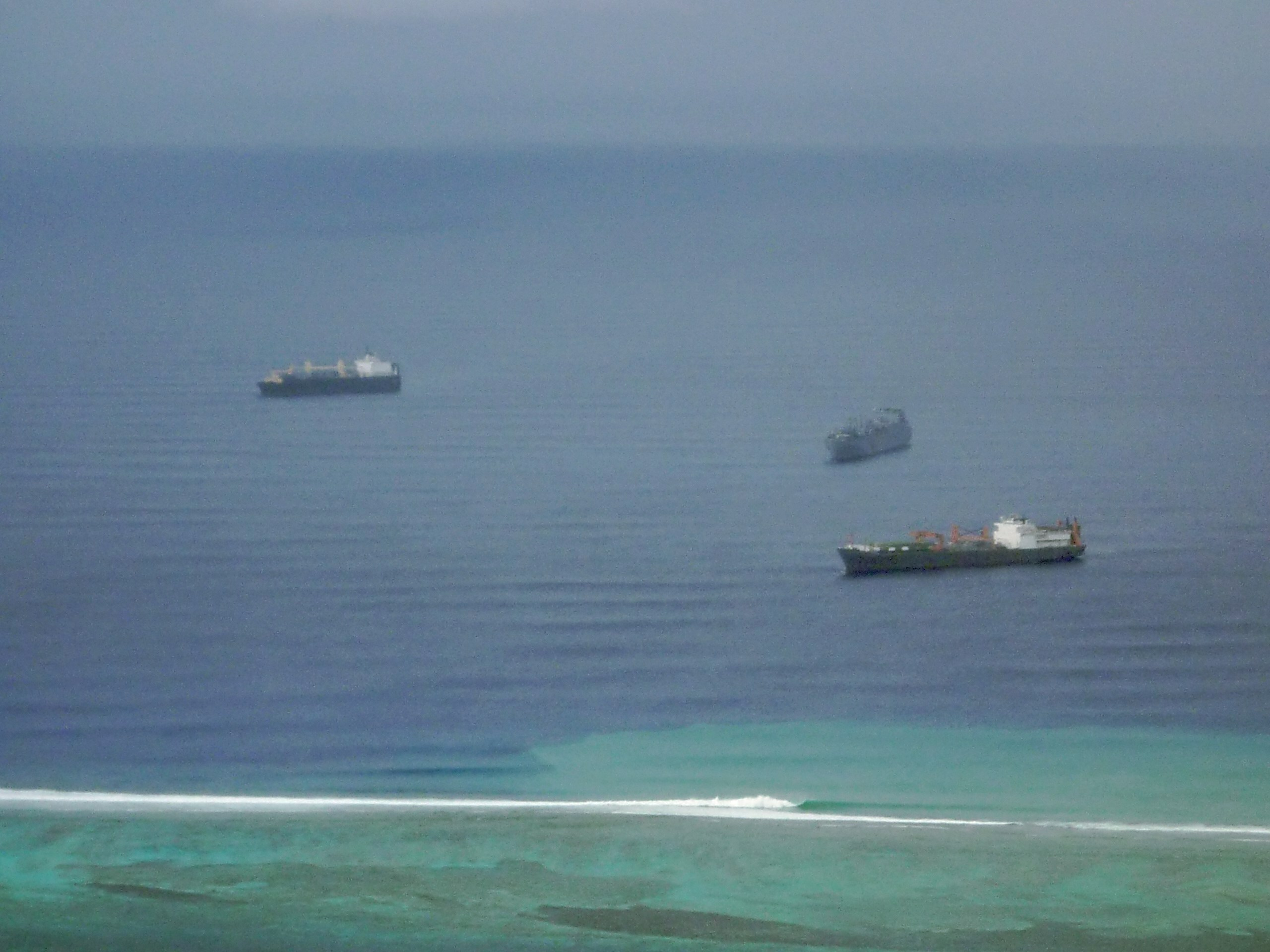
2011年6月，海上预置舰一等兵德韦恩·T·威廉姆斯号、达尔号和少校斯蒂芬·W·普莱斯号在塞班岛海岸停泊

战略海运舰  （英語：Strategic sealift ship），是美国军事海运司令部预置项目(PM3)的舰船。海上预置项目提前将军事装备和补给放置在位于关键海域的船只上，以确保在重大战区战争、人道主义行动或其他突发事件期间可以快速投入使用。截至2021年，该项目有17艘舰船，包括2艘远征移动平台舰、3艘远征移动基地舰、10艘海上预置舰和2艘海上石油配送船。
战略海运舰分布在全球各大战略性海域上。为陆军、海军、空军、海军陆战队和国防后勤局提供支持。他们大多以支援单位的荣誉勋章获得者名字命名。这些舰艇被分配到数个海上预置舰 (MPS)中队。预置舰携带了足够的设备、补给和弹药，每个中队可以支持16,000人规模的海军陆战队空地特遣队（MAGTF）30天的行动。预置舰可以用自带的起重机在海上或码头卸货。

## 舰船类型

### 远征移动平台舰
远征移动平台舰（英語：Expeditionary Transfer Dock），缩写ESD，它作为转运站，可以方便地将设备和货物运送到港口规模有限或无港口的地区。截至2021年，有2艘在役，为蒙特福特角號 、約翰·葛倫號 。

### 远征移动基地舰
遠征移動基地艦（英語：Expeditionary Sea Base），缩写ESB，是美国海军首个专门建造的海上前沿集结基地，搭载由军事人员和文职水手组成的船员。它旨在为反水雷和特种作战任务提供支持，同时也能执行如反海盗、海上安全行动、人道主义援助和救灾等其他任务。截至2021年，有3艘在役，分别为劉易斯·B·普勒號 、赫謝爾·“伍迪”·威廉姆斯號、米格爾·基思號。

### 海上预置舰
海上预置舰，全称“海上预置大型中速滚装船”（英語：Maritime Prepositioning Force Containers, RO/RO and LMSR），缩写MPS，在海上为美国海军陆战队提供战略补给。这些船上装载着海军陆战队各类设备和补给品，包括坦克、弹药、食品、水、货物、医疗设备、油料和备件，可以在需要时快速运送到岸上。截至2021年，有10艘在役，分别为：
- 約翰·P·波波少尉級：少尉约翰·P·波波号（英语：USNS 2nd Lt. John P. Bobo）、一等兵德韦恩·T·威廉姆斯号（英语：USNS PFC Dewayne T. Williams (T-AK-3009)）、中尉巴尔多梅罗·洛佩斯号（英语：USNS 1st Lt. Baldomero Lopez）、中尉杰克·卢姆斯号（英语：USNS 1st Lt. Jack Lummus）、中士威廉·R·巴顿号（英语：USNS Sgt. William R. Button）
- 鲍勃·霍普级：西伊号（英语：USNS Seay (T-AKR-302)）、皮利劳号（英语：USNS Pililaau (T-AKR-304)）、西斯勒号、达尔号
- 四等士官长弗雷德·W·斯托克汉姆级：四等士官长弗雷德·W·斯托克汉姆号（英语：USNS GySgt. Fred W. Stockham (T-AK-3017)）
- 沃森級

### 海上石油配送船
海上石油配送船，可以在离岸8英里的地方将燃料转移到岸上。截至2021年，在役一艘配送船和一艘辅助船，快节奏号（辅助用）、海军中将K·R·惠勒号。

### 航空後勤支援艦
能對美國海軍陸戰隊的直升機進行後勤支援與維修，目前共兩艘
- 萊特級：萊特號（英语：SS Wright）、柯蒂斯號（英语：SS Curtiss）

## 海上预置舰中队
截至2021年，美国海军现有2个海上预置舰中队（MPSRON），原第1海上预置舰中队已于2012年解散。
- 第1海上预置舰中队(已解散)，东大西洋、地中海、波罗的海。[6]
- 第2海上预置舰中队，印度洋迪戈加西亚岛。[7]
- 第3海上预置舰中队，西太平洋塞班岛和关岛。[8][9]

## 已退役
- 約翰·U·D·佩奇中校級貨船：共3艘
- 馬特·科查克中士級貨船：共2艘
- 布法羅士兵級後勤預置艦：共2艘
- 小路易斯·J·豪格下士級海上預置艦：共5艘